# Touët-de-l'Escarène

Touët-de-l'Escarène este o comună în departamentul Alpes-Maritimes din sud-estul Franței. În 1 ianuarie 2022 avea o populație de 303 de locuitori.